# 拉文
拉文（英語：La Verne）是美國加利福尼亞州洛杉磯郡的一個小城，位於洛杉磯東部不遠。據2010年美國人口普查，拉文有人口31,063人，比2000年的31,638人略有減少。拉文大學位於拉文。
小城歷史可追溯至1830年代，早期叫做洛茲堡（Lordsburg），1906年改現名。